# Lucas Arce
Ismael Lucas Ariel Arce (Buenos Aires, Argentina; 14 de agosto de 1997) es un futbolista argentino. Juega de lateral derecho y su equipo actual es el Godoy Cruz de la Primera División de Argentina, a préstamo desde San Telmo.

## Trayectoria
Arce fue promovido al primer equipo del San Telmo en 2018 y debutó en la Primera B Metropolitana ese mismo año.
Para la temporada 2022, Arce fue prestado al Gimnasia y Esgrima de Mendoza.
En diciembre de 2022, fue cedido al Godoy Cruz de la primera división de cara a la temporada 2023. Tras una gran temporada, donde fue, además, seleccionado dentro de los tres mejores laterales de la Primera División de Argentina, Godoy Cruz decidió adquirir de forma permanente el 80%  de su ficha, quedando el 20% en poder de San Telmo. 

## Estadísticas
Actualizado al último partido disputado el 23 de abril de 2023.
| Club                       | Div.          | Temporada     | Liga  | Liga  | Copas nacionales | Copas nacionales | Copas internacionales | Copas internacionales | Total | Total |
| Club                       | Div.          | Temporada     | Part. | Goles | Part.            | Goles            | Part.                 | Goles                 | Part. | Goles |
| -------------------------- | ------------- | ------------- | ----- | ----- | ---------------- | ---------------- | --------------------- | --------------------- | ----- | ----- |
| San Telmo Argentina        | 3.ª           | 2017-18       | 17    | 0     | 0                | 0                | —                     | —                     | 17    | 0     |
| San Telmo Argentina        | 3.ª           | 2018-19       | 39    | 0     | 0                | 0                | —                     | —                     | 39    | 0     |
| San Telmo Argentina        | 3.ª           | 2019-20       | 32    | 1     | 0                | 0                | —                     | —                     | 32    | 1     |
| San Telmo Argentina        | 2.ª           | 2021          | 33    | 1     | 4                | 0                | —                     | —                     | 37    | 1     |
| San Telmo Argentina        | Total club    | Total club    | 121   | 2     | 4                | 0                | 0                     | 0                     | 125   | 2     |
| Gimnasia Mendoza Argentina | 2.ª           | 2022          | 30    | 0     | 0                | 0                | —                     | —                     | 30    | 0     |
| Gimnasia Mendoza Argentina | Total club    | Total club    | 30    | 0     | 0                | 0                | 0                     | 0                     | 30    | 0     |
| Godoy Cruz Argentina       | 1.ª           | 2023          | 13    | 0     | 0                | 0                | —                     | —                     | 13    | 0     |
| Godoy Cruz Argentina       | Total club    | Total club    | 13    | 0     | 0                | 0                | 0                     | 0                     | 13    | 0     |
| Total carrera              | Total carrera | Total carrera | 163   | 2     | 4                | 0                | 0                     | 0                     | 168   | 2     |